# NGC 1212
NGC 1212 is een spiraalvormig sterrenstelsel in het sterrenbeeld Perseus. Het hemelobject werd op 18 oktober 1884 ontdekt door de Amerikaanse astronoom Lewis A. Swift.

## Synoniemen
- IC 1883
- PGC 11815
- UGC 2560

## 26-β Persei (Algol)
Vanaf de aarde gezien staat het stelsel NGC 1212 schijnbaar dicht bij de ster 26-β Persei (Algol). Op sommige telescopisch verkregen foto's waar NGC 1212 op te zien is, kan tevens het schijnsel van Algol opgemerkt worden.